# Valle Medio del Guadalquivir
Valle Medio del Guadalquivir è una comarca della Spagna, situata nella provincia di Cordova, in Andalusia.